# Rockland (Massachusetts)
Rockland – miasto w Stanach Zjednoczonych, w stanie Massachusetts, w hrabstwie Plymouth.